# Life Is Killing Me
Life Is Killing Me é o sexto álbum de estúdio da banda Type O Negative, lançado a 17 de Junho de 2003.
O disco atingiu o nº 39 da Billboard 200.

## Faixas

### Edição regular
1. "Thir13teen" – 1:07
2. "I Don't Wanna Be Me" – 5:08
3. "Less Than Zero (<0)" – 5:25
4. "Todd's Ship Gods (Above All Things)" – 4:10
5. "I Like Goils" – 2:35
6. "…A Dish Best Served Coldly" – 7:13
7. "How Could She?" – 7:35
8. "Life Is Killing Me" – 6:35
9. "Nettie" – 4:46
10. "(We Were) Electrocute" – 6:38
11. "IYDKMIGTHTKY (Gimme That)" – 6:20
12. "Angry Inch" – 3:39
13. "Anesthesia" – 6:41
14. "Drunk in Paris" – 1:27
15. "The Dream is Dead" – 5:07

### CD bónus
1. "Out Of The Fire (Kane's Theme)" – 3:24
2. "Christian Woman " – 4:27
3. "Suspended in dusk" – 8:39
4. "Blood & Fire (Out Of The Ashes Mix)" – 4:36
5. "Black Sabbath" – 7:47 (Cover de Black Sabbath)
  - Lançado originalmente no álbum Nativity in Black
6. "Cinnamon Girl (Extended Depression Mix)" – 3:53
7. "Haunted" (Versão Per) – 11:47

## Créditos
- Peter Steele – Vocal, baixo, guitarra, teclados
- Josh Silver – Teclados, vocal de apoio
- Kenny Hickey – Guitarra, vocal de apoio
- Johnny Kelly – Bateria, vocal de apoio